# Гуляницкий, Алексей Феодосьевич
Алексе́й Феодо́сьевич Гуляни́цкий (2 марта 1933, Минеральные Воды, Северо-Кавказский край — 10 октября 2021) — дирижёр, народный артист Украинской ССР (1983), главный дирижёр и художественный руководитель симфонического оркестра Крымской филармонии (1965—2005). Почётный гражданин Ялты.

## Биография
Воспитывался в семье своего деда, первого народного художника Украины Г. П. Светлицкого.
В 1957 году окончил Киевскую государственную консерваторию и был принят в группу первых скрипок Государственного симфонического оркестра Украины.
С января по май 1963 года в Москве стажировался у французского дирижёра Игоря Маркевича. В 1965 году окончил аспирантуру Киевской консерватории по классу «оперно-симфоническое дирижирование», в том же году принят на работу вторым дирижёром государственного оркестра в Крыму. В 1965—2005 годах — главный дирижёр этого оркестра.
С 1980 года — председатель Крымского отделения Всеукраинского музыкального союза; в 1990—2011 годах — председатель Крымского отделения Союза композиторов Украины.
С 1998 года — советник по культуре Ялтинского городского головы; в 1998—2002 годах — член коллегии Министерства культуры Крыма; в 1998—2004 гг. — член Комитета по Государственным премиям Автономной Республики Крым.
В 2003—2006 годах — председатель государственной комиссии в Крымском факультете Киевского национального университета культуры и искусств. Профессор, заведовал кафедрой дирижирования, вокала и хорового искусства; преподавал в классе оркестрового дирижирования (кафедра теории, истории музыки и методики музыкального воспитания) Крымского гуманитарного университета.
Далее продолжал активную музыкальную деятельность, являлся председателем, членом жюри международных конкурсов и фестивалей, проводимых в Крыму: хоровой музыки им. Ф. Шаляпина, музыкального конкурса «Синяя птица», конкурса исполнительского искусства «Золотая колыбель», студенческого творчества «Ялтинские каникулы», «Ялтинское лето», «У Чёрного моря», «Крымская весна», детского конкурса «Царский салон», хоровых коллективов «Ялта-Виктория», «Наша земля — Украина» и др.
Скончался 09 октября 2021 года.

## Творчество
Под руководством А. Ф. Гуляницкого симфонический оркестр из небольшого «курортного», созданного в 1937 г., превратился в высокопрофессиональный коллектив, гастролировавший в республиках бывшего СССР (Литва, Азербайджан, Узбекистан, Белоруссия, Молдавия, Северная Осетия) и крупнейших городах России и Украины. Коллектив стал лауреатом Всесоюзного смотра-конкурса (1977), награждён Почётной грамотой Верховного Совета УССР (1987), Почётной грамотой Совета Министров Украины (1999).
А. Ф. Гуляницкий провёл более 40 авторских концертов украинских композиторов: Л. Ревуцкого, Б. Лятошинского, А. Штогаренко, В. Гомоляки, И. Шамо, Г. и П. Майбороды, В. Губаренко, А. Билаша, Л. Дычко, Е. Станковича, М. Скорика, Ж. и Л. Колодуба, И. Ковача, Чен Бао-хуа и многих других.
Выступал с 53 оркестрами бывшего СССР и 14 зарубежными оркестрами (в Польше, Румынии, Чехословакии, Югославии, Кубе, США, Германии), пропагандируя творчество украинских и российских композиторов.
В Чехословакии осуществил фондовую запись произведений Е. Станковича и М. Скорика. На VI съезде композиторов СССР в Москве впервые исполнил шестую симфонию А. Штогаренко. В 1997 г. записал со своим оркестром двойной альбом компакт-дисков, куда вошли сложнейшие (в том числе — раритетные) произведения мировой классики и современных украинских, крымских, крымскотатарских композиторов.
Подготовил и осуществил постановку ряда сложнейших симфонических программ: циклов «Все симфонии и концерты И. Брамса, П. Чайковского, С. Рахманинова»; девятой симфонии Л. Бетховена, «Реквиемов» Д. Верди, Л. Керубини и В. Моцарта, «Кармина Бурана» К. Орфа — с участием двух оркестров и трёх хоров из Германии, симфонических танцев С. Рахманинова, десятичастной симфонии А. Караманова «Совершишася».
Продолжал концертные выступления вместе с сыном Алексеем, скрипачом.
С 2012 г. А. Ф. Гуляницкий являлся дирижёром ялтинского камерного оркестра «Мир Музыки».

## Награды и признание
- Орден «Знак Почёта» (1981)

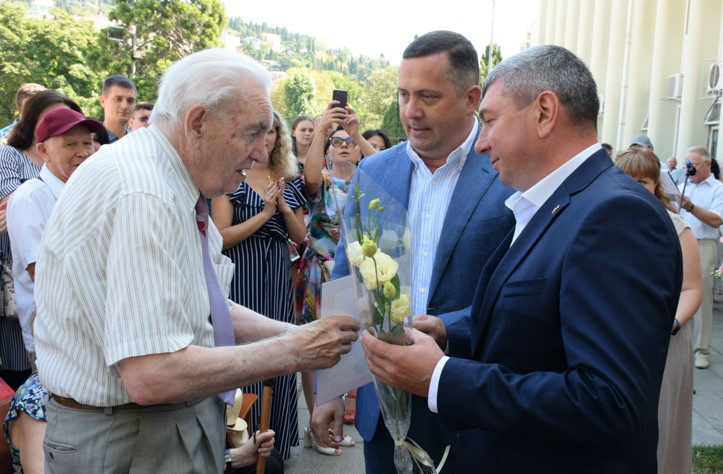
Председатель Ялтинского городского совета Р. П. Деркач и глава административного городского округа Ялта А. В. Челпанов вручают А. Ф. Гуляницкому грамоту

- Орден «За заслуги» 3-й степени (1999)[11]
- медали
- Почётная грамота Президиума Верховного Совета УССР (1987)
- Почётная грамота Кабинета министров Украины (1999)
- Заслуженный артист Украинской ССР (1969)
- Заслуженный деятель искусств Украинской ССР (1974)
- Народный артист Украинской ССР (1983)
- Заслуженный деятель искусств Автономной Республики Крым (2003)[12]
- премия имени А. Спендиарова (1991) — за вклад в развитие армянской культуры в Крыму[13]
- Почётный гражданин города Ялта (1994) — за весомый вклад в развитие культурной жизни Крыма, популяризацию города-курорта Ялта
- Государственная премия Крыма (1993) — за цикл концертов «Все симфонии и концерты С. Рахманинова»
- премия АР Крым «За вклад в миротворческую деятельность, развитие и процветание Крыма» (1998)
- почётное звание «Человек года» конкурса «Общественное признание Ялты»: в номинации «Культура» (1999) и в номинации «Творческий коллектив» (2001)
- юбилейная медаль «Ялте — 170 лет. За весомый вклад в развитие города» (2008)
- диплом «За весомый личный вклад в развитие украинского культурно-творческого наследия»
- дипломант второго Всесоюзного конкурса дирижёров (Москва, 1966).